# Pachyphasma brandbergense
Pachyphasma brandbergense (лат.) — вид африканских мантофазмид (Mantophasmatodea) из отряда тараканосверчков. Эндемики Намибии. Единственный вид рода Pachyphasma.

## Распространение
Южная Африка: Намибия (Брандберг, к югу от горы Königstein). Обнаружены на плато со склерофитной растительностью на высотах около 2000 м.

## Описание
Длина тела самцов около 17,9—23,0 мм. Голова фронтально почти треугольная, ортогнатическая. Крыльев нет. Длина пронотума самцов: 2,9—3,9 мм, его ширина — 3,0—3,4; длина мезонотума — 2,7—3,6, его ширина — 2,7—3,4); длина метанотума — 2,3—3,0 мм, его ширина — 2,4—2,7 мм; длина головы — 3,9—4.4 мм, её ширина 3,7—4,0 мм.
Род Pachyphasma является сестринской группой к родам Mantophasma/Sclerophasma, что показано на основании молекулярно-генетического изучения пептидного гормона (Predel et al. in press). Клада в составе Pachyphasma gen. n. + Mantophasma/Sclerophasma определён в качестве сестринской группы к родам Tyrannophasma + Praedatophasma.

## Этимология
Вид Pachyphasma brandbergense был описан в 2012 году немецкими энтомологами Бенжамином Випфлером (нем. Benjamin Wipfler), Гансом Полем (Hans Pohl, оба из зоологического института при Friedrich-Schiller-University Jena, Йена, ФРГ) и Рейнхардом Преде (Reinhard Prede, из зоологического института при Universität zu Köln, Кёльн, ФРГ), которые дали ему название по имени типового местонахождения в Намибии, плато Брандберг. Родовое название Pachyphasma составлено на основе двух слов: pachys (густой) и phasma, которое обычно используется, чтобы называть родовые таксоны мантофазматид.